# なにわ小吉
なにわ 小吉（なにわ こきち）は日本の漫画家。大阪府生まれ。代表作「王様はロバ〜はったり帝国の逆襲〜」。1ページから10ページ未満のショートギャグが多い。淡白な絵と計算されたギャグが持ち味。

## 経歴・人物
1993年「まるまった亀」にて『週刊少年ジャンプ』第4回ギャグキング受賞。しかし、ギャグキング受賞の際、本名および住所の書き忘れにより連絡先不明となり、名乗り出てもらうためペンネームを一部伏せて「なにわXX」名義でジャンプ紙上に掲載された。
週刊少年ジャンプにて1994年17号から連載されたギャグ漫画「王様はロバ〜はったり帝国の逆襲〜」は、最後尾を掲載の定位置とする同誌では異例とも言える扱いで異彩を放った（1996年52号まで連載）。
週刊少年ジャンプの表紙に掲載された連載作家の集合写真によると、容姿はメガネをかけた痩せ型の男性。とっても!ラッキーマンでは、その時の集合写真を見たスーパースターマンから、あまり強そうじゃないと言われている。
福岡ダイエーホークス（現福岡ソフトバンクホークス）のファンであることを公言しており、単行本の余白スペースにホークスにまつわる4コマ漫画を数回載せたことがある。
その後、『週刊少年サンデー超』にて「はるまげ」を連載。また、『りぼん』でも「ララ子さんのお店屋」を不定期連載中。
少女漫画掲載時当初は、別名義で掲載されていたが、すぐに男であることがバレて元のなにわ小吉に戻した。

## 作品リスト

### 連載作品
- 週刊はったり天国（1993年、週刊少年ジャンプ（集英社）、全3話）
- 王様はロバ〜はったり帝国の逆襲〜（1994年 - 1996年、週刊少年ジャンプ（集英社）、全7巻）
- くぴっと一杯（1999年 - 2001年、スーパージャンプ（集英社）、全2巻）
- 爛漫▽漫ノ華高校（2001年 - 2003年、Cookie（集英社））
- ララ子さんのお店屋（2007年 - 、りぼん（集英社）、不定期連載中）
- はるまげ（2011年 - 2013年、週刊少年サンデー超（小学館）、全2巻）

### 読切作品
- まるまった亀（1993年、週刊少年ジャンプ（集英社）なにわXX名義）
- 惑星特捜野郎銀次（1993年、週刊少年ジャンプ（集英社））
- 桜吹雪金さん（1993年、週刊少年ジャンプ増刊 スプリングスペシャル（集英社））
- 地底純愛物語 空は土色（1997年、週刊少年ジャンプ増刊 赤マルジャンプ春号）
- 僕たちのお見合い'97 夏（書き下ろし）
- さらさら（スーパージャンプ1998年21号）
- ララチック・ラリホー（Cookie BOX2001年1号）
- 爆走!男のメルヘン街道（週刊ヤングジャンプ増刊『漫革 vol.32』（2003/3））
- 荒野少年コミュニティー（COMIC CUE Vol.300（2003/5、イースト・プレス））
- ミセラセラ（オースーパージャンプ2004年5月号）
- ピンクパンカー（オースーパージャンプ2005年5月号）
- R1っ8（ウルトラジャンプ2006年11月号）
- ハイジの拳（近代麻雀2008年11月1日号）
- タダ夫の家（近代麻雀2010年1月15日号）
- うにゅプル（ジャンプスクエア2010年7月号）
- さびれ森のらら子さん（少年ジャンプ+2018年2月19日）